# Духи Фаддєєва — Попова
Духи Фаддєєва — Попова — фіктивні поля і відповідні їм частинки, що вводяться в теорії калібрувальних полів для того, щоб скорочувалися вклади від нефізичних часоподібних і поздовжніх станів калібрувальних бозонів. Квантові збудження духових полів мають неправильний зв'язок спіну зі статистикою (вони є скалярами щодо перетворень Лоренца і водночас антикомутують) і тому не є фізичними частинками. Запропоновані Людвігом Фаддєєвим та Віктором Поповим.
В теоріях, що мають фізичні застосування, таких як квантова хромодинаміка, духи необхідні для того, щоб усунути суперечності, пов'язані з вимогами збереження калібрувальної симетрії та вимогами унітарності S-матриці.

## Лагранжіан духових полів
Лагранжіан духових полів {\displaystyle c^{a}(x)\,}, де індекс {\displaystyle a} — це індекс приєднаного представлення калібрувальної групи (за цим представленням перетворюються калібрувальні поля), записується як:
{\displaystyle {\mathcal {L}}_{\mathrm {ghost} }=\partial _{\mu }{\overline {c}}^{a}\partial ^{\mu }c^{a}+gf^{abc}(\partial ^{\mu }{\overline {c}}^{a})A_{\mu }^{b}c^{c}}.
Перший член — це кінетичний член духових полів, які є комплексними скалярними полями з квантуванням за статистикою Фермі-Дірака. Другий член містить взаємодію калібрувальних полів з духами. В абелевих калібрувальних теоріях (таких як квантова електродинаміка) ці привиди можна не враховувати, оскільки для теорій з абелевими симетріями структурні константи {\displaystyle f^{abc}=0} і взаємодія привидів з калібрувальними бозонами відсутня.